# Josip Butković
Josip Butković (Rijeka, 1950. – ?, 17. listopada 2023.) bio je hrvatski grafičar. 
Uz Nevenku Arbanas i Maju S. Franković, Josip Butković pripada generaciji grafičara koji će se probiti na hrvatsku grafičku scenu 80-ih godina 20. stoljeća i ostati pri samom vrhu sve do današnjih dana. Pri spominjanju tzv. „Riječke grafičke škole“, ime Josipa Butkovića je svakako jedno od najvažnijih za spomenuti, jer je uvelike zaslužan za afirmaciju grafike u tome gradu. Osnivanjem te škole, Rijeka je postala jednim od centara hrvatske grafike unutar Jugoslavije (drugi su bili Zagreb, Novi Sad, Beograd, Ljubljana).

## Školovanje
Butković je studij likovnih umjetnosti započeo u sklopu Pedagoške akademije, jer tada nije postojala samostalna akademija likovnih umjetnosti. „Bio je to dvogodišnji studij“, kako sâm napominje, „kratak i oskudno opremljen ne samo po pitanju grafike.“ Drugi veliki korak u njegovom obrazovanju bio je posjet Novom Sadu gdje je odlučio nastaviti studiranje na novootvorenoj Akademiji. Spletom okolnosti našao se na popisu za predmet grafike: „Nikada to nešto nisam shvaćao kao grafiku, kao medij s kojim ću se poslje baviti- to je bilo nešto kao prva ljubav, prva senzacija, prvi otisak dlanom ruke...“. Nakon Novog Sada odlazi na postdiplomski studij u Beogradu gdje nadograđuje svoje iskustvo i znanje. Po završetku studija i povratku u rodni grad, zapošljava se na Pedagoškoj akademiji koju je i sam pohađao na nagovor svog bivšeg profesora Slavka Grčka (jednog od prvih poslijeratnih grafičara koji je svoje obrazovanje stečeno u Zagrebu prenio u Rijeku). Time započinje „Riječka
škola grafike“ koju će obilježiti korištenje tradicionalnih tehnika u otiskivanju grafika (bakropis, bakrorez, suha igla, akvatinta i dr.) ili njihove kombinacije. Budući da Butković svojim studentima pokušava približiti grafiku ne samo teorijski, nego i praksom, kupuje prve velike preše za otiskivanje. Godine 1997. osnovao je Kalkografski atelje (koji danas više nije aktivan) u kojemu je omogućio studentima nastavak rada s medijem grafike nakon što završe studij. U Kalkografskom ateljeu održavale su se i izložbe. Jedne od najvažnijih su bile četiri međunarodne izložbe Ex-librisa u Rijeci gdje su njegovi studenti aktivno sudjelovali i kao suradnici i kao autori. Također su sudjelovali u izdavanju grafičkih knjiga, grafičkih mapa i bibliofilskih izdanja. Opus Josipa Butkovića je zavidan, otisnuo je velik broj grafičkih listova u dugoj karijeri, te još i danas, nakon 30 godina, stvara. Održao je čitav niz samostalnih, ali i skupnih izložbi, ne samo u Hrvatskoj, nego i u inozemstvu. Sudjelovao je na međunarodnim izložbama grafike po čitavom svijetu (od Japana, Malezije, Grčke, Rumunjske, Belgije, Poljske, Litve i dr.). Višestruko je nagrađivan za svoj rad još od 1980. godine kada je primio godišnju nagradu za crtež Akademije umjetnosti u Novom Sadu. 

## Josip Butković i "Riječka grafička škola"
Glavno obilježje riječke grafike jest propitkivanje granice medija, jedna vrsta eksperimentiranja i odmicanja od klasičnog poimanja grafike. S konceptualnom umjetnošću Butković je bio upoznat još od studentskih dana, 
no prvi eksperimentalni projekt koji je započeo jest „Veliki Mrgar“ 1999. godine. Bio je to „mozaik“ sastavljen od 98 grafika
vodoravno položenih u toru za ovce (Veli Mrgar, Jurandvor, Baška na otoku Krku). Osnovna ideja tog projekta je bila ostaviti ploče na otvorenom kroz 24 sata kako bi bile izložene utjecajima prirode, tj. atmosferilijama. Time uvodi tzv. element slučaja u svoja djela. Još jedna zanimljivost oko tog projekta jest ta da je autor kao mjesto održavanja izložbe odabrao upravo tor za ovce umjesto uobičajenog galerijskog prostora. Također, valja napomenuti da je izložba imala odjeka i izvan Hrvatske, jer je nakon toga bila postavljena u Parizu. Sve grafike nastale kao dio ovog ciklusa su signirane i mogu biti izložene kao samostalna djela, no naglasak je ipak na cjelini. Glavna misao koja karakterizira projekt „Veliki Mrgar“ jest mogućnost variranja položaja svake od grafika što nam daje bezbroj kombinacija. U istom toru za ovce 2001. godine izložio je svoj drugi projekt „Nebo u mrgaru“ gdje je također misao vodilja bila utjecaj prirode bez fizikalnog utjecaja autora. Butković se tu nije zaustavio, već je svojom inovativnošću pokenuo i
druge umjetničke akcije kao što su „Ne budi lijen i ostavi svoj trag u riječkoj grafici“ izloženoj u Galeriji Kortl u Rijeci 1999. godine te „Ne budi lijen i ostavi svoj trag u hrvatskoj grafici“ izloženoj  u zagrebačkom Umjetničkom paviljonu 2000. godine. Cilj tih izložbi bio je uključiti posjetitelje u stvaranje grafika, ponovo
oživiti djelo kako bi postalo „umjetnost u pokretu“ referirajući se na knjigu Umberta Eca „Opera aperta“. Naglasiti taj rez između tradicionalne i suvremene grafike koja je aktivna i nije rađena prema zadanom sistemu gdje autor dovršava djelo, a posjetitelj ga doživljava pasivno, gledajući, ali ne sudjelujući u kreaciji. Izložba je bila koncipirana tako da je podloga, koja je kasnije
izrezivana i poklanjana sudionicima, služila kao matrica. Kao umjetničko djelo koje su posjetitelji stvarali hodajući, odnosno ostavljajući otiske cipela na površini. 
Sličan projekt pod nazivom „Dvorište I, II, III“  izveo je i 2001. godine kada je matricu, odnosno metalnu ploču, premazanu asfaltom namijenio kokošima i kornjačama koje su hodajući ostavljale tragove i tako oblikovale tri ciklusa grafika. Otisnute grafike naposljetku je ručno uvezao u knjigu-objekt koja je bila namijenjema listanju, za razliku od knjiga-objekata Maje S. Franković koje su bile na granici između grafike i skulpture.

## Tribvo honorem in memoriam Ivlio Clovio de Croatia
Mapa „Tribvo honorem in memoriam Ivlio Clovio de Croatia“ nastala je 1997. godine, otisnuta je u deset primjeraka na Sušaku u Rijeci, a posvećena je Juliju Kloviću, hrvatskom slikaru minijaturistu. Butković ju otiskuje u tehnikama bakropisa i akvatinte te uvezuje u knjigu malih dimenzija koju polaže u gipsani sarkofag pravokutnog oblika s otvorom u sredini, a koji podsjeća na nadgrobnu ploču autorice Tamare Paškvan. Drugi suradnik, Krešo Kovačević, autor je teksta koji prati grafike, kao i oblikovanja knjižice od sadre sa zlatnim koricama iznutra.

## Galerija djela
- Dvorišta I, višebojni bakropis, grafički list 185 x 135 mm, detalj od cjeline od 5 x 5m, 2001.
- Knjiga grafika Tribvo honorem in memoriam Ivlio Clovio de Croatia, 1997.
- Mozaik od 98 grafika vodoravno položenih u toru za ovce, Veli Mrgar, Jurandvor,Baška na otoku Krku, 1999.
- Ne budi lijen i ostavi svoj trag u hrvatskoj grafici, 5 x 5, 2000.
- Uz kuće XII., bakropis i akvatinta, 490 x 635 mm, 1986.
- Veli mrgar XXXI, akvatinta i bakropis, 1070 x 560 mm, 1999.